# Hucknall Town FC
Hucknall Town FC is een Britse voetbalclub uit Hucknall, Nottinghamshire.
De club werd in 1945 opgericht als Hucknall Colliery Welfare en nam in 1987 de huidige naam aan. Na 2 titels in de Notts Alliance verhuisde de club naar de Central Midlands League waar in 1990 en 1991 de titel behaald werd, in 1992 waren ze tweede achter Lincoln United. De League cup werd in alle drie die seizoenen gewonnen.
Hucknall promoveerde naar de Division One van de Northern Counties East League en later naar de Premier Division waar ze het moeilijk kregen tot 1997 toen ze 6de eindigden. Ook de league cup werd nog enkele keren gewonnen.
In 1997/98 werd de club kampioen en promoveerde naar de Division One van de Northern Premier League en werd daar vicekampioen achter Droylsden FC. De titel zou zelfs gewonnen zijn als de club niet enkele strafpunten gekregen had in het begin van het seizoen.
Van 1999 tot 2004 speelde Hucknall in de Premier Division van de NPL en werd in 2003/04 kampioen. Omdat het stadion Watnall Road niet goed genoeg werd bevonden voor de Football Conference werd hen een promotie geweigerd en moesten ze genoegen nemen met een plaats in de nieuwe Conference North die in dat seizoen werd opgericht. Het stadion is intussen wel goed voor de Conference National.